# Quercia del Cinto
La Quercia del Cinto era un albero monumentale situato nel Parco di Migliarino, San Rossore, Massaciuccoli nel comune di Vecchiano.
Si trattava di un esemplare di farnia (Quercus robur), aveva una circonferenza del tronco di 5,50 m, era alto 13 m. e, al momento del crollo, nel maggio 2015, aveva oltre 100 anni.

## Storia
È iscritto nella lista degli alberi monumentali della Toscana e nel 2007 aveva ricevuto il Premio Touring Club, riconoscimento indetto dai consoli TCI della Toscana per gli alberi monumentali.
Nel maggio 2015 l'albero, da qualche anno con segni di cattiva salute, è stato trovato dalle guardie del parco collassato a terra, cedimento probabilmente per cause naturali.